# Байкаловский район
Байка́ловский райо́н — административно-территориальная единица (район) и муниципальное образование (муниципальный район) в Свердловской области, относится к Восточному управленческому округу.
Административный центр — село Байкалово.

## География
Байкаловский район находится в юго-восточной части Свердловской области. Площадь муниципального образования 2293,73 км², протяженность с севера на юг и с запада на восток в пределах 55-70 километров. Территория района, в основном, равнинная, лесистая.

### Климат
Климат континентальный с долгой холодной зимой и коротким тёплым летом. Среднегодовая температура воздуха колеблется от +0,1 °C до −1.5 °C. Среднемесячная температура воздуха января: −15 °C, июля: +17 °C. Крайние пределы колебания температуры летом до +33 °C, зимой до −45 °C. Продолжительность безморозного периода составляет 99−112 дней.
Среднегодовое количество осадков 70 мм. Продолжительность периода с устойчивым снежным покровом составляет в среднем 160 дней, с 10 ноября по 10 апреля. Высота снежного покрова достигает 35 см.
Ветры преобладают западных и юго-западных направлений. Средняя скорость ветров в январе: 3,5 м/сек., в июле: 3 м/сек.

### Растительность
Растительные комплексы характерны для Зауральской лесостепи, представлены смешанными сосново-березовыми и березовыми лесами, в долинах рек и на хорошо дренированных участках сменяются окультуренными степными ландшафтами. В настоящее время интенсивные рубки в пределах района привели к значительному уменьшению хвойных лесов и преобладанию производных лиственных и смешанных лесов. Вырубленные сосновые леса повсеместно заменяются культурными породами сосны. В долинах рек распространены заросли ивняка, ольхи и луговые ассоциации. Луга злаково-разнотравные с произрастанием овсяницы, тимофеевки, мятлика, клевера и других типично-луговых растений. В травяном покрове лиственных и смешанных лесов района преобладают ветник лесной, борец северный, сныть лесная, папоротники, перловник, костяника. Распространены ягодники земляники, черники, клубники. В южной части района на осолоделых почвах и солонцах произрастает лугово-солончаковая растительность: щучка, полевица белая, мятлик луговой, душистый колосок, ромашка луговая и другие. На выгонах преобладающей растительностью являются мятлик луговой, клевер ползучий, подорожник, тысячелистник и другие.

### Животный мир
Животный мир богат различными видами животных, характерных для лесостепной зоны, представлены заяц-беляк, горностай, колонок, лисица, лось, из хищников встречается рысь.
Из птиц отмечены рябчик, тетерев, куропатки, перепелки и другие. Из пернатой болотной дичи характерны утки-кряквы, чирки, различные виды куликов. Рыбы представлены традиционными для Зауралья видами: плотва, уклейка, окунь, щука, ерш, реже лещ, карп, налим и сиговые.

### Почва
Территория села Байкалова относится к лесостепной зоне. Наибольшее распространение имеют почвы чернозёмного типа, а также лесные типы почв. По механическому составу почвы, в основном, глинистые и тяжелосуглинистые. Наблюдаются процессы заболачивания почв в низинах, ложбинах, западинах и долинах рек.

## История

### Древнейшая история
Около 20 тысяч лет назад на территории современного Байкаловского района были распространены популяции мамонтов и шерстистых носорогов, фрагменты скелетов которых находят в земле до сих пор.
Самое древнее из поселений человека на территории района — стоянка Лыжино II эпохи неолита (8—3 тысяч лет до н. э.), расположена на южной окраине деревни Лыжиной.
К бронзовому веку (4—1 тыс. лет до н. э.) относятся стоянки в окрестностях с. Городища, с. Елани, д. Зырянской, названные по этим населённым пунктам, Субботинское городище возле д. Субботиной, Татарское селище на оз. Татарском возле деревни Власовой, Саматовское поселение на берегу оз. Саматова возле д. Юрты.
Городище железного века (1 тыс. лет до н. э.) находится недалеко от д. Боровиковой.

### Средние века и присоединение к Российскому государству
В Средние века на территории района жили финно-угорские народы ханты и манси, затем их вытеснили татары.
К XVII веку, времени после походов Ермака и присоединения Сибири, относится начало заселения этих мест русскими. В это время появляются первые укреплённые слободы вдоль рек Туры и Ницы. Самое старое село на территории района, Елань, было заложено в 1627 году как Верх-Ницинская слобода тюменским боярским сыном Ильёй Бакшеевым и 45 крестьянскими семьями рядом с татарскими юртами на берегу реки Ницы. К 1630 году относят основание села Байкалово (Байкаловской слободы), нынешнего райцентра. Первые десятилетия поселения подвергались набегам башкир и ногайцев. Жители в основном были государственными крестьянами
В 1774 году крестьяне Байкаловской и Еланской волостей поддержали восстание Емельяна Пугачёва. Купцы из соседнего Ирбита, опасаясь, что из-за волнений Ирбитскую ярмарку перенесут в другое место, наняли военный отряд и помогли подавить восстание. Бунтовщики были наказаны, а Ирбиту был пожалован статус города и герб.

### Часть Ирбитского уезда[8]
В 1781 году был образован Ирбитский уезд, Байкалово и Елань отнесены к нему.
В 1838 году в Байкалово было открыто первое в Ирбитском уезде народное училище для мальчиков, а в 1868 году — народное училище для девочек.
В 1901 году было создано первое в уезде Байкаловско-Чурманское сельскохозяйственное общество.
С 1917 по 1919 годы на территории района проходила гражданская война, власть переходила от советов к белогвардейцам. В 1919 году установлена советская власть.

### Образование района
12 ноября 1923 года постановлением ВЦИК был образован Байкаловский район в составе Ирбитского округа образованной Уральской области.
16 сентября 1929 года в Ирбитском округе в порядке опыта был создан укрупнённый район (коммуна-колхоз «Гигант») в составе Байкаловского района, Еланского района (за исключением Гаринского сельского совета) и 4-х сельских советов Знаменского района (Шадринского, Черновского, Долматовского и Шемельдейского). Центром укрупненного района установлено с. Микшино с переименованием его в с. Красное поле, а району присвоено название Краснополянского.
10 июня 1931 года центр Краснополянского района был перенесён в село Байкалово.
25 января 1935 года из Краснополянского района был выделен Еланский район в прежнем составе сельских советов.
14 января 1958 года решением Свердловского облисполкома Краснополянский район был вновь объединён с Еланским и получил название Байкаловского с центром в селе Байкалове. В том же году в Байкаловском районе были упразднены Меньщиковский, Серковский и Чувашевский сельские советы.
5 сентября 1958 года Серковский и Чувашевский сельсоветы были упразднены, их территории были переданы в Ляпуновский сельсовет. Деревни Малая Койнова, Большая Койнова и Моисеева Чурманского сельсовета были переподчинены Ляпуновскому сельсовету. Меньщиковский сельсовет был упразднён. Населённые пункты Кашина, Басаны и Чубаровское Меньщиковского сельсовета были переданы в административно-территориальное подчинение Черновского сельсовета, населенные пункты Меньщикова, Лыжина и Зырянская — в административно-территориальное подчинение Еланского сельсовета. Населённые пункты Сабанина, Скоморохова и Гуляево Бобровского сельсовета были переданы в административно-территориальное подчинение Нижнеиленского сельсовета.
1 марта 1961 года были переименованы: в Серковском сельсовете д. Дрянная в Заречную; в Пелевинском сельсовете д. Замиралова в Ключевую; в Липовском сельсовете д. Худышина в Калиновку.
26 мая 1961 года из Байкаловского района в Слободо-Туринский район был передан Бобровский сельсовет.
1 февраля 1963 года решением Свердловского облисполкома Байкаловский район был упразднён и объединён с Ирбитским районом.
13 января 1965 года решением Свердловского облисполкома № 44 Байкаловский район был вновь образован в прежнем составе сельских советов, за исключением Черновского.
7 января 1966 года д. Большая Койнова, Малая Койнова, Моисеева были переданы из состава Ляпуновского сельсовета в административно-территориальное подчинение Чурманского сельсовета.
13 января 1967 года д. Комарица была передана из состава Липовского сельсовета в административно-территориальное подчинение Байкаловского сельсовета.
10 августа 1972 года село Байкалово получило статус рабочего посёлка, а Байкаловский сельсовет был преобразован в Байкаловский поселковый совет..
11 октября 1972 года были упразднены д. Чигина Пелевинского сельсовета и д. Моисеева Чурманского сельсовета.
30 декабря 1976 года были упразднены д. Волкова Баженовского сельсовета, пос. Санково, д. Круглова Еланского сельсовета, д. Сараева Краснополянского сельсовета, д. Семуки, д. Панки Любинского сельсовета, выселок Медовка Ляпуновского сельсовета, д. Федерация Нижнеиленского сельсовета, д. Панова, д. Бурнатова, выселок Объединение Пелевинского сельсовета, д. Кулики Чурманского сельсовета.
9 февраля 1977 года были уточнены как правильные наименования: с. Баженовское (вместо с. Баженовское (Баженовово) Баженовского сельсовета, д. Красный Бор (вместо пос. Красный Бор) Городищенского сельсовета, д. Любина (вместо д. Любина (Любино) Любинского сельсовета, с. Ляпуново (вместо с. Ляпуново (Ляпуновское) Ляпуновского сельсовета, д. Гуляева (вместо д. Гуляева (Гуляево) Нижнеиленского сельсовета, с. Чурманское (вместо с. Чурманское (Чурман) Чурманского сельсовета, д. Боталова (вместо д. Баталова) Чурманского сельсовета, с. Шадринка (вместо с. Шадринка (Шадринское) Шадринского сельсовета, д. Шаламы (вместо д. Шаламова (Шаламы) Шаламовского сельсовета.
17 июня 1985 года образован Вязовский сельсовет (д. Вязовка, д. Кадочникова переданы из Баженовского сельсовета).
4 апреля 1988 года упразднён Любинский сельсовет, его территория включена в Чурманский сельсовет.
В 1991 году рабочий посёлок Байкалово был преобразован в село.

### Муниципальное образование
17 декабря 1995 года по итогам местного референдума было создано муниципальное образование Байкаловский район.
Муниципальное образование было включено в областной реестр муниципальных образований 10 ноября 1996 года.
14 декабря 2004 года Байкаловский район был наделён статусом муниципального района.
Название Байкаловский муниципальный район было утверждено 1 января 2006 года.

## Население
| 1959    | 1970    | 1979    | 1989    | 2002    | 2009    | 2010    |
| ------- | ------- | ------- | ------- | ------- | ------- | ------- |
| 34 130  | ↘26 752 | ↘21 983 | ↘21 569 | ↘19 048 | ↘17 844 | ↘16 294 |
| 2011    | 2012    | 2013    | 2014    | 2015    | 2016    | 2017    |
| ↘16 263 | ↘15 923 | ↘15 730 | ↘15 572 | ↘15 351 | ↘15 252 | ↘15 226 |
| 2018    | 2019    | 2020    | 2021    | 2023    |         |         |
| ↘15 096 | ↘14 952 | ↘14 783 | ↘14 745 | ↘14 502 |         |         |

Население на 1 января 2019 года составляет 14 930 чел.

## Муниципально-территориальное устройство
В состав муниципального района входят три сельских поселения, состоящих из 67 населённых пунктов:
| № | Сельские поселения                 | Адм. центр           | Кол-во н.п. | Население | Площадь, км² |
| - | ---------------------------------- | -------------------- | ----------- | --------- | ------------ |
| 1 | Баженовское сельское поселение     | село Баженовское     | 16          | ↘3020     | 460,26       |
| 2 | Байкаловское сельское поселение    | село Байкалово       | 26          | ↘8137     | 1105,22      |
| 3 | Краснополянское сельское поселение | село Краснополянское | 26          | ↘3345     | 727,97       |

## Населённые пункты, административно-территориальное устройство до 1.10.2017 года
В состав района входят 67 населённых пунктов, которые до 1 октября 2017 года объединялись в 14 сельсоветов.
| №  | Сельсоветы      | Состав                                                                                                   | Упразднённые после 1991 н.п.                        | СП мун. района  |
| -- | --------------- | --- | --------------------------------------------------- | --------------- |
| 1  | Баженовский     | село Баженовское, деревни Палецкова, Степина                                                             | деревня Макаровка                                   | Баженовское     |
| 2  | Байкаловский    | село Байкалово, деревни Исакова, Комарица, Сергина, Чащина                                               |                                                     | Байкаловское    |
| 3  | Вязовский       | деревни Вязовка, Кадочникова                                                                             |                                                     | Баженовское     |
| 4  | Городищенский   | село Городище, деревни Деревня, Власова, Лукина, Макушина, посёлок Красный Бор                           |                                                     | Баженовское     |
| 5  | Еланский        | село Елань, деревни Зырянская, Игнатьевская, Менщикова, Яр                                               |                                                     | Краснополянское |
| 6  | Комлевский      | деревни Комлева, Занина                                                                                  |                                                     | Байкаловское    |
| 7  | Краснополянский | село Краснополянское, деревни Карпунина, Ларина                                                          | деревни Манюшкина, Орлова                           | Краснополянское |
| 8  | Липовский       | деревни Липовка, Калиновка, Малкова                                                                      |                                                     | Байкаловское    |
| 9  | Ляпуновский     | село Ляпуново, деревни Большая Серкова, Долматова, Заречная, Инишева, Крутикова, Малая Серкова, Чувашева | деревни Малая Менщикова, Межевая, Пахомова, Стихина | Байкаловское    |
| 10 | Нижнеиленский   | деревни Нижняя Иленка, Верхняя Иленка, Гуляева, Скоморохова, Субботина                                   |                                                     | Баженовское     |
| 11 | Пелевинский     | деревни Пелевина, Захарова, Ключевая, Сафонова                                                           |                                                     | Байкаловское    |
| 12 | Чурманский      | село Чурманское, деревни Воинкова, Дягилева, Кондрашина, Любина, Малая Койнова, Потапова, Щербачиха      | деревня Боталова                                    | Краснополянское |
| 13 | Шадринский      | село Шадринка, деревни Береговая, Квашнина, Ларина, Лопаткина, Лукина, Прыткова, Тихонова, Шевелёва      |                                                     | Краснополянское |
| 14 | Шаламовский     | деревни Шаламы, Сапегина, Соколова, Шушары                                                               |                                                     | Байкаловское    |

### Населённые пункты
| №  | Населённый пункт | Тип              | Население | Сельское поселение |
| -- | ---------------- | ---------------- | --------- | ------------------ |
| 1  | Баженовское      | село             | ↘189      | Баженовское        |
| 2  | Байкалово        | село, адм. центр | ↘5912     | Байкаловское       |
| 3  | Береговая        | деревня          | ↘48       | Краснополянское    |
| 4  | Большая Серкова  | деревня          | ↘31       | Байкаловское       |
| 5  | Боровикова       | деревня          | →50       | Баженовское        |
| 6  | Верхняя Иленка   | деревня          | ↘193      | Баженовское        |
| 7  | Власова          | деревня          | ↘37       | Баженовское        |
| 8  | Воинкова         | деревня          | ↘1        | Краснополянское    |
| 9  | Вязовка          | деревня          | ↘447      | Баженовское        |
| 10 | Городище         | село             | ↘634      | Баженовское        |
| 11 | Гуляева          | деревня          | ↘162      | Баженовское        |
| 12 | Долматова        | деревня          | ↘6        | Байкаловское       |
| 13 | Дягилева         | деревня          | ↘7        | Краснополянское    |
| 14 | Елань            | село             | ↘968      | Краснополянское    |
| 15 | Занина           | деревня          | ↘0        | Байкаловское       |
| 16 | Заречная         | деревня          | ↘6        | Байкаловское       |
| 17 | Захарова         | деревня          | ↘163      | Байкаловское       |
| 18 | Зырянская        | деревня          | ↘44       | Краснополянское    |
| 19 | Игнатьева        | деревня          | ↘106      | Краснополянское    |
| 20 | Инишева          | деревня          | ↘25       | Байкаловское       |
| 21 | Исакова          | деревня          | ↘63       | Байкаловское       |
| 22 | Кадочникова      | деревня          | ↘73       | Баженовское        |
| 23 | Калиновка        | деревня          | ↘88       | Байкаловское       |
| 24 | Карпунина        | деревня          | ↘5        | Краснополянское    |
| 25 | Квашнина         | деревня          | ↘26       | Краснополянское    |
| 26 | Ключевая         | деревня          | ↘92       | Байкаловское       |
| 27 | Комарица         | деревня          | ↗26       | Байкаловское       |
| 28 | Комлева          | деревня          | ↘56       | Байкаловское       |
| 29 | Кондрашина       | деревня          | ↘37       | Краснополянское    |
| 30 | Краснополянское  | село             | ↗682      | Краснополянское    |
| 31 | Красный Бор      | деревня          | ↘37       | Баженовское        |
| 32 | Крутикова        | деревня          | ↘2        | Байкаловское       |
| 33 | Ларина           | деревня          | ↘96       | Краснополянское    |
| 34 | Ларина           | село             | ↘149      | Краснополянское    |
| 35 | Липовка          | деревня          | ↘345      | Байкаловское       |
| 36 | Лопаткина        | деревня          | ↘99       | Краснополянское    |
| 37 | Лукина           | деревня          | ↘1        | Баженовское        |
| 38 | Лукина           | село             | ↘154      | Краснополянское    |
| 39 | Любина           | деревня          | ↘28       | Краснополянское    |
| 40 | Ляпуново         | село             | ↘693      | Байкаловское       |
| 41 | Макушина         | деревня          | ↘156      | Баженовское        |
| 42 | Малая Койнова    | деревня          | ↘63       | Краснополянское    |
| 43 | Малая Серкова    | деревня          | ↘16       | Байкаловское       |
| 44 | Малкова          | деревня          | ↘10       | Байкаловское       |
| 45 | Менщикова        | деревня          | ↘116      | Краснополянское    |
| 46 | Нижняя Иленка    | деревня          | ↘459      | Баженовское        |
| 47 | Палецкова        | деревня          | ↘427      | Баженовское        |
| 48 | Пелевина         | деревня          | ↘307      | Байкаловское       |
| 49 | Потапова         | деревня          | ↘6        | Краснополянское    |
| 50 | Прыткова         | деревня          | ↘44       | Краснополянское    |
| 51 | Сапегина         | деревня          | ↘33       | Байкаловское       |
| 52 | Сафонова         | деревня          | ↘40       | Байкаловское       |
| 53 | Сергина          | деревня          | ↘46       | Байкаловское       |
| 54 | Скоморохова      | деревня          | ↘85       | Баженовское        |
| 55 | Соколова         | деревня          | ↘16       | Байкаловское       |
| 56 | Степина          | деревня          | ↘87       | Баженовское        |
| 57 | Субботина        | деревня          | ↘61       | Баженовское        |
| 58 | Тихонова         | деревня          | ↘105      | Краснополянское    |
| 59 | Чащина           | деревня          | ↘32       | Байкаловское       |
| 60 | Чувашева         | деревня          | ↘3        | Байкаловское       |
| 61 | Чурманское       | село             | ↘315      | Краснополянское    |
| 62 | Шадринка         | село             | ↘197      | Краснополянское    |
| 63 | Шаламы           | деревня          | ↘199      | Байкаловское       |
| 64 | Шевелёва         | деревня          | ↘63       | Краснополянское    |
| 65 | Шушары           | деревня          | ↘48       | Байкаловское       |
| 66 | Щербачиха        | деревня          | ↘10       | Краснополянское    |
| 67 | Яр               | деревня          | ↘22       | Краснополянское    |

Байкалово до 1991 года являлось рабочим посёлком и образовывало с деревнями Исакова, Комарица, Сергина и Чащина Байкаловский поселковый совет.
1 октября 2017 года посёлок Красный Бор преобразован в деревню, а деревни Ларина и Лукина упразднённого Шадринского сельсовета — в сёла.

### Упразднённые населённые пункты
- 7 августа 1996 года были упразднены деревни Макаровка Баженовского сельсовета, Манюшкина Краснополянского сельсовета, Боталова Чурманского сельсовета, Пахомова и Стихина Ляпуновского сельсовета[42].
- 27 ноября 2001 года были упразднены деревни Межевая Ляпуновского сельсовета и Орлова Краснополянского сельсовета[41][43].
- Деревня Малая Менщикова Краснополянского сельского поселения была упразднена согласно областного Закона № 68-ОЗ от 29 июня 2017 года, а 1 октября 2017 года включена в черту села Краснополянского[44].

## Памятники истории и культуры
На территории района находятся памятники истории и культуры областного значения:
- особняк купца Д. А. Бахарева в селе Байкалове, построенный в 1896 году, образец кирпичного стиля. Сейчас в нём расположен Байкаловский районный краеведческий музей;
- церковь Петра и Павла в селе Шадринка, построенная в 1866 году;
- деревянная часовня Успения Божией Матери в деревне Заниной, построенная в XIX веке.

Также в районе найдены несколько стоянок и городищ эпох бронзы и железа.

## Известные жители
Категория:Родившиеся в Байкаловском районе
- Гавриил (Зырянов) (1844, дер. Фролова — 1915, Казань) — монах, ученик оптинских старцев, канонизирован Русской православной церковью в лике преподобных[45]
- Чащин Сергей Фёдорович (1891, дер. Чащина — 1983, Байкалово) — хлебороб, Герой социалистического труда[46]
- Шутов Никита Егорович (1912—1961, дер. Палецкова) — ветеран Великой Отечественной войны, полный кавалер ордена Славы[47]
- Перцева Августа Георгиевна (1919, дер. Власова — 2018, Ирбит) — слесарь-сборщик Ирбитского мотоциклетного завода, Герой Социалистического Труда[48]
- Иванов Леонид Иванович (1919—2018, дер. Скоморохова) — хлебороб, Герой социалистического труда[49]
- Молодых Николай Тихонович (1924, дер. Яр — 1997, Ирбит) — ветеран Великой Отечественной войны, полный кавалер Ордена Славы, командир стрелкового отделения 172-го гвардейского стрелкового полка[50].
- Намятов Александр Кириллович (1925—2005, дер. Вязовка) — комбайнёр, Герой социалистического труда[51]
- Сутягин Иван Евграфович (1928, дер. Нижняя Иленка — 2013, Артёмовский) — шахтёр, Герой социалистического труда[52]
- Спирин Владимир Семёнович (1929, Байкалово — 2007, Санкт-Петербург) — китаевед, историк философии, кандидат философских наук[53]
- Найш Валентин Евстигнеевич (1935, Байкалово — 2003, Екатеринбург) — учёный, профессор, доктор физико-математических наук, заслуженный деятель науки Российской Федерации[54]
- Вздорнов Герольд Иванович (род. 1936, Байкалово) — искусствовед, специалист в области древнерусского искусства и культуры. Доктор искусствоведения, член-корреспондент Российской Академии наук, лауреат Государственной премии СССР и Государственной премии РФ[55]
- Скоморохов Михаил Юрьевич (род. 1949, Байкалово) — режиссёр, народный артист России[56]